# Bracciale (armatura)
Bracciale (Armzeug in lingua tedesca) era un vocabolo in uso nel Medioevo e nell'Età Moderna per indicare l'apparato difensivo dell'intero arto superiore (mano e spalla escluse). Fu in uso alla cavalleria pesante tardo-gotica tanto quanto ai corazzieri del XVI-XVII secolo.
Nell'uso moderno, "bracciale" è sinonimo di braccialetto.

## Storia
Bracciale era il termine utilizzato nel Tardo Medioevo per indicare l'insieme delle parti metalliche (fondamentalmente piastre in acciaio lavorate in forma tronco-conica), tra loro articolate per mezzo della cubitiera posta a protezione del gomito, che proteggevano il braccio del guerriero corazzato con armatura a piastre: specificamente vambrace e rebrace, i canons de bras di lingua francese.
Ai primordi dell'Età Moderna, il bracciale venne modificato per la nuova utenza dei corazzieri con i medesimi accorgimenti valsi per il cosciale. Invece della piastra metallica tronco-conica si adottarono lamelle articolate le une alle altre, su modello della lorica manica già in uso presso l'esercito romano imperiale, onde garantire non solo un'adeguata protezione ma anche una maggior mobilità.